# Усовський Антон Олександрович
Анто́н Олекса́ндрович Усо́вський (1984—2023) — український військовослужбовець, учасник російсько-української війни. Кавалер ордена «За мужність» III ступеня.

## З життєпису
Народився 1984 року в Криму. Створив родину; виховували дитину.
На початку повномасштабного вторгнення спочатку був у складі медичного добровольчого батальйону «Госпітальєри»; рятував життя на Київщині. Пізніше мобілізувався до лав ЗСУ; воював на сході. Не полишав позицій навіть на час відпочинку. Полюбляв лавандовий сир та ром, кулінарив навіть у напівзруйнованих будинках фронту. Збирав підписи на прапорах України; слухав «AC DC».
Загинув 1 серпня 2023 року на східному напрямку.
Останнє прощання відбулося у Києві 5 серпня 2023 року в Михайлівському Золотоверхому соборі.
Без Антона лишились дружина і син 2013 р.н.

## Нагороди
- Орден «За мужність» III ступеня[3].
- почесний нагрудний знак «Золотий хрест»[4]